# Liste der Baudenkmale in Altenkirchen (Rügen)
In der Liste der Baudenkmale in Altenkirchen sind alle Baudenkmale der Gemeinde Altenkirchen (Landkreis Vorpommern-Rügen) und ihrer Ortsteile aufgelistet. Grundlage ist die Veröffentlichung der Denkmalliste des Landkreises Vorpommern-Rügen, Auszug aus der Kreisdenkmalliste vom August 2015.

## Legende
In den Spalten befinden sich folgende Informationen:
- ID-Nr: Die Nummer wird von den Denkmalämtern der Landkreise vergeben. Wenn sie nicht bekannt ist, bleibt die Spalte leer. In dieser Spalte kann sich zusätzlich das Wort Wikidata befinden, der entsprechende Link führt zu Angaben zu diesem Denkmal bei Wikidata.
- Lage: die Adresse des Denkmales und die geographischen Koordinaten.
Link zu einem Kartenansichtstool, um Koordinaten zu setzen. In der Kartenansicht sind Denkmale ohne Koordinaten mit einem roten bzw. orangen Marker dargestellt und können in der Karte gesetzt werden. Denkmale ohne Bild sind mit einem blauen bzw. roten Marker gekennzeichnet, Denkmale mit Bild mit einem grünen bzw. orangen Marker.
- Bezeichnung: Bezeichnung, so wie sie in den offiziellen Listen der Denkmalämter steht. Ein Link hinter der Bezeichnung führt zum Wikipedia-Artikel über das Denkmal. Wenn die Bezeichnung der Denkmalämter inhaltlich fehlerhaft ist, ist in der Spalte „Beschreibung“ darauf hinzuweisen.
- Beschreibung: Beschreibung des Denkmales
- Bild: ein Bild des Denkmales und gegebenenfalls einen Link zu weiteren Fotos des Denkmals im Medienarchiv Wikimedia Commons

## Altenkirchen
| ID          | Lage                                 | Bezeichnung                                     | Beschreibung | Bild                                            |
| ----------- | ------------------------------------ | ----------------------------------------------- | --- | ----------------------------------------------- |
| 7 Wikidata  |                                      | Grabstelen (Friedhof)                           | | Grabstelen (Friedhof)                           |
| 7 Wikidata  |                                      | Grabstelle Kosegarten (Friedhof)                | Grab des Dichters, Pastors und Professors Ludwig Gotthard Kosegarten. | Grabstelle Kosegarten (Friedhof)                |
| 7 Wikidata  |                                      | Portal (Friedhof)                               | | Portal (Friedhof)                               |
| 8 Wikidata  | (Karte)                              | Kirche                                          | Romanische, dreischiffige Pfeiler-Basilika von ab 1168, Apsis und Chor von um 1200. 6-jochiges urspr. flachgedecktes Langhaus (Kirche) mit Spätgotischem Kreuzrippengewölbe, freist. Glockenstuhl vom 17. Jh., gotländische Kalksandsteintaufe von um 1240, barocker Elias-Keßler - Altar von 1724, Marx - Orgel von 1750. | Kirche                                          |
| 10 Wikidata | Am Teich (Karte)                     | Kriegerdenkmal 1914/18                          | | Kriegerdenkmal 1914/18                          |
| 7 Wikidata  | Karl-Marx-Platz                      | Friedhof                                        | |                                                 |
| 11 Wikidata | MTS-Straße 1 (Karte)                 | Pfarrhaus                                       | 1-gesch. Fachwerkhaus mit Krüppelwalmdach | Pfarrhaus                                       |
| 11 Wikidata | MTS-Straße 1                         | Pfarrgarten                                     | |                                                 |
| 12 Wikidata | Straßen des Friedens 5 (Karte)       | Wohnhaus                                        | 1-gesch. Haus, teils in Fachwerk mit reetgedecktem Krüppelwalm, Ferienhaus. | Wohnhaus                                        |
| 9 Wikidata  | Werner-Seelenbinder-Straße           | Triebwagenschuppen                              | |                                                 |
| 9 Wikidata  | Werner-Seelenbinder-Straße (Karte)   | Funktionsgebäude (ehem. Kleinbahnhof)           | | Funktionsgebäude (ehem. Kleinbahnhof)           |
| 9 Wikidata  | Werner-Seelenbinder-Straße           | ehem. Kleinbahnhof                              | | ehem. Kleinbahnhof                              |
| 9 Wikidata  | Werner-Seelenbinder-Straße           | zweiständriger Lokschuppen (ehem. Kleinbahnhof) | | zweiständriger Lokschuppen (ehem. Kleinbahnhof) |
| 13 Wikidata | Werner-Seelenbinder-Straße 1 (Karte) | Wohnhaus                                        | 1-gesch. Haus mit reetgedecktem Krüppelwalm und Utlucht. | Wohnhaus                                        |

## Lanckensburg
| ID           | Lage         | Bezeichnung           | Beschreibung | Bild                  |
| ------------ | ------------ | --------------------- | --- | --------------------- |
| 398 Wikidata | Lanckensburg | Park (Gutsanlage)     | |                       |
| 398 Wikidata | Lanckensburg | Speicher (Gutsanlage) | Gutsgebäude vom 18. Jahrhundert, 1960 abgerissen. Vorh. Scheune/Stall mit dem späteren Speicher, beide im baufälligen Zustand. | Speicher (Gutsanlage) |

## Presenske
| ID           | Lage | Bezeichnung      | Beschreibung | Bild |
| ------------ | ---- | ---------------- | ------------ | ---- |
| 339 Wikidata |      | Friedhofskapelle |              |      |

## Quelle
- Denkmalliste des Landkreises Vorpommern-Rügen